# Манойлов, Андрей Пантелеевич
Андрей Пантелевич Манойлов (15 октября 1945, Тирасполь, Молдавская ССР, СССР — 14 сентября 1995, Тирасполь, Приднестровская Молдавская Республика) — государственный, политический и общественный деятель Приднестровской Молдавской Республики. Депутат Верховного совета Приднестровской Молдавской Республики I созыва с ноября 1990 по 14 сентября 1995. Заместитель Председателя Приднестровской Молдавской Советской Социалистической Республики с 29 ноября 1990 по 22 октября 1991. Исполняющий обязанности Председателя Приднестровской Молдавской Советской Социалистической Республики с 29 августа по 1 октября 1991.

## Биография
Родился 15 октября 1945 в городе Тирасполь Молдавской ССР (ныне — столица непризнанной Приднестровской Молдавской Республики). По национальности — русский. Образование среднее. 

### Трудовая деятельность
С 1961 по 1964 проходил срочную службу в рядах Советской армии водителем в Группе советских войск в Германии. После демобилизации продолжил работать водителем. 
В 1978—1990 работал водителем и таксистом в ПО «Тираспольтранс».

### Деятельность в 1989—1991 годах
С 11 августа 1989 — сопредседатель Объединённого Совета трудовых коллективов (ОСТК) города Тирасполь (председатель забастовочного комитета автоколонны). В 1989 стал одним из организаторов политической забастовки на территории будущей ПМР, был председателем Тираспольской городской комиссии по проведению референдума о создании Приднестровской Молдавской Советской Социалистической Республики.
В ходе противостояния стремления Молдовы к независимости, 11 августа 1989 в Тирасполе был создан Объединённый совет трудовых коллективов, выступивший против законопроектов Верховного Совета Молдавской ССР, которые, по утверждению создателей и лидеров ОСТК, могли привести к дискриминации по национальному признаку при осуществлении права на труд. 
ОСТК начал проведение забастовок на предприятиях левобережной Молдавии. Несмотря на забастовки, 31 августа 1989 Верховный совет Молдавской ССР придал молдавскому языку статус государственного.
2 сентября 1990 Манойлов был избран председателем ЦИКа (центральной избирательной комиссии) для проведения ноябрьских выборов в Верховный Совет непризнанной Приднестровской Молдавской Советской Социалистической Республики (в конце 1991 была Республика переименована в Приднестровскую Молдавскую Республику).
По итогам голосования на II съезде депутатов всех уровней из восточных регионов ССРМ 2 сентября 1990 была провозглашена Приднестровская Молдавская Советская Социалистическая Республика (ПМССР). Съезд был созван в соответствии с законом СССР «О местном самоуправлении» и проходил в селе Парканы (между городами Тирасполь и Бендеры); присутствовало 612 человек депутатов сельских, городских, районных советов и Верховного Совета (Парламента) ССР Молдова из городов и районов будущей ПМССР. Временным руководителем ПМССР (с 29 ноября 1990 — председателем  ПМССР) стал исключённый из КПСС Игорь Смирнов (народный депутат Парламента Молдовы, председатель Тираспольского городского совета народных депутатов, директор Тираспольского завода "Электромаш").
29 ноября 1990 его первым заместителем был избран беспартийный Андрей Манойлов (заместитель председателя Тираспольского городского совета народных депутатов — председатель забастовочного комитета работников транспорта города Тирасполь) (в сентябре 1991 исполнял обязанности Председателя (главы) Республики во время ареста без предъявления обвинения властями Молдовы Игоря Смирнова).
В 1990 Манойлов стал организатором и первым председателем Комитета государственного контроля Верховного совета Приднестровской Молдавской Республики.
В сентябре 1991 в связи с захватом спецслужбами Молдовы Председателя ПМССР И. Н. Смирнова исполнял обязанности Председателя ПМССР
В 1991 стал одним из организаторов Министерства государственной безопасности Приднестровской Молдавской Республики при Верховном совете (впоследствии ставший КГБ Приднестровской Молдавской Республики).

### Деятельность в 1992—1995 годах
В ходе вооружённого конфликта в Приднестровье, после трагедии в городе Дубоссары 14 марта 1992 был откомандирован Президентом ПМР в Дубоссары в ранге представителя Президента Приднестровской Молдавской Республики на Дубоссарском направлении, где находился до окончания активной фазы военных действий 1 августа 1992.
Затем вернулся в Тирасполь, где вплотную продолжил работу по управлению работой Комитета государственного контроля Верховного совета Приднестровской Молдавской Республики и координации деятельности его отделений на местах (во всех городах и районах Республики) по контролю над соблюдением действующего законодательства Приднестровья всеми физическими и юридическими лицами, проводящими свою деятельность на территории Республики.
Андрей Пантелеевич Манойлов умер 14 сентября 1995. После награждения Орденом Республики 2 сентября 1995 года попал в аварию, где получил серьезные травмы, и после проведенной операции, из-за ишемической болезни сердца, не приходя в сознание умер в реанимации ГУ "Республиканская клиническая больница" г.Тирасполя. Похоронен на кладбище «Дальнее» в селе Ближний Хутор Слободзейского района (фактическое кладбище Тирасполя).

## Награды

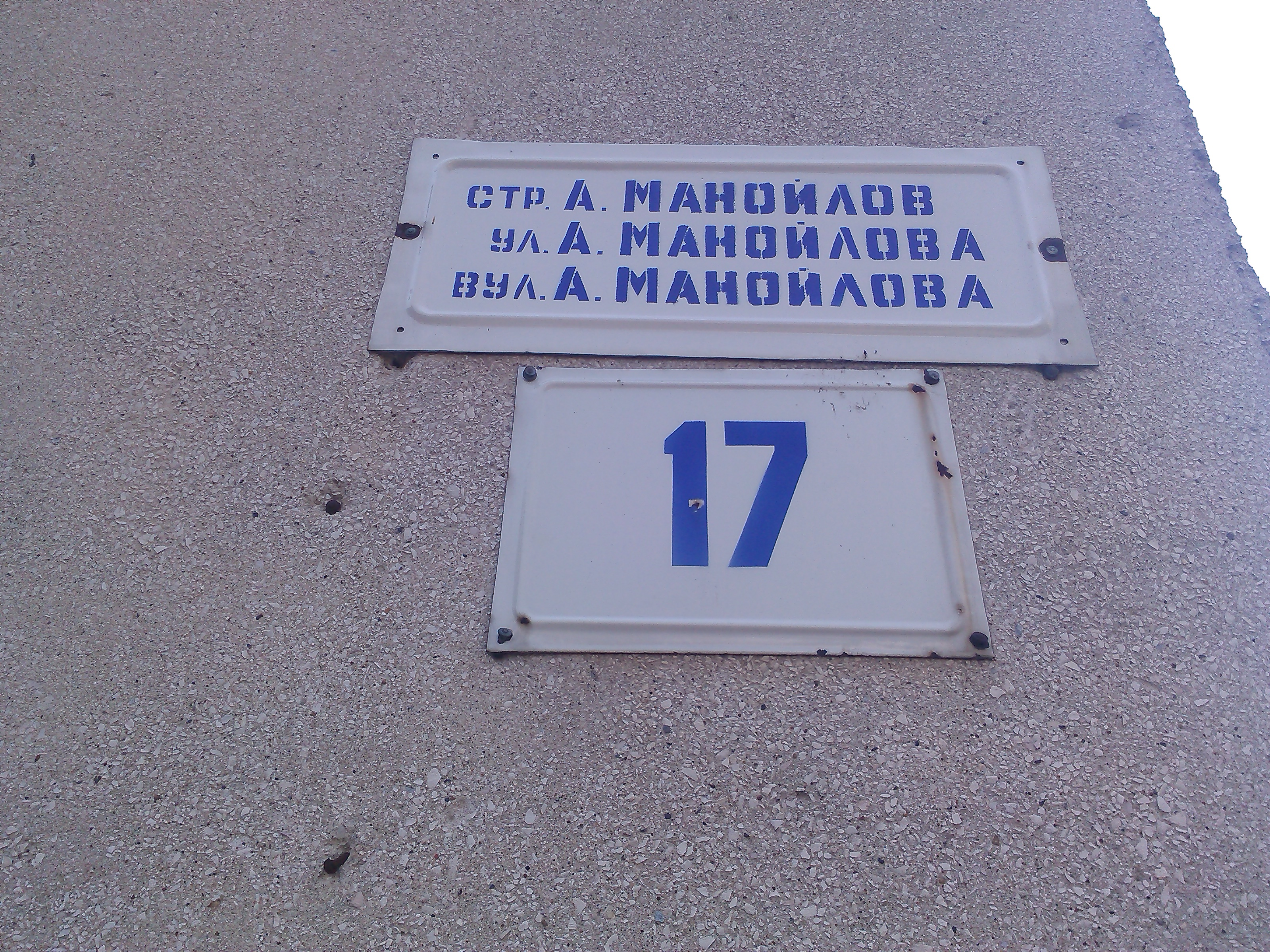
Улица Манойлова

- Нагрудный знак «За оборону Приднестровья»
- Медаль «Защитнику Приднестровья»
- Медаль «Двадцать лет Победы в Великой Отечественной войне 1941—1945 гг.»
- Орден Республики (30 августа 1995) — за личный вклад в создание, становление республики и в связи с 5-й годовщиной образования Приднестровской Молдавской Республики[14]
- Орден Почёта (3 августа 1999, посмертно) — за большой личный вклад в создание, защиту и становление Приднестровской Молдавской Республики, активное участие в борьбе против национализма, за равноправие всех народов в бывшей Молдавской Советской Социалистической Республике и в связи с 10-летием со дня создания Объединённого Совета трудовых коллективов города Тирасполь[15]

## Память
Именем Андрея Манойлова названа одна из центральных улиц Тирасполя, пограничная застава в городе Дубоссары Приднестровской Молдавской Республики, образовательные учреждения Приднестровской Молдавской Республики. Здание Счетной Палаты и Арбитражного суда ПМР в г. Тирасполе построено по личной инициативе и за свой счет Андреем Манойловым. Мемориальные таблички в здании Счетной Палаты и Арбитражного суда, на здании МГБ ПМР, и на здании пограничной заставы г. Дубоссары.